# Platypalpus hallensis
Platypalpus hallensis är en tvåvingeart som beskrevs av Patrick Grootaert och Bill P.Stark 1997. Platypalpus hallensis ingår i släktet Platypalpus och familjen puckeldansflugor. Inga underarter finns listade i Catalogue of Life.